# Большепоселковское сельское поселение
Большепосе́лковское се́льское поселе́ние — муниципальное образование в составе Карсунского района Ульяновской области. Административный центр — село Большие Посёлки. 

## Население
| 2010 | 2012 | 2013 | 2014 | 2015 | 2016 | 2017 |
| ---- | ---- | ---- | ---- | ---- | ---- | ---- |
| 774  | ↘727 | ↘687 | ↘659 | ↘658 | ↘634 | ↘612 |
| 2018 | 2019 | 2020 | 2021 |      |      |      |
| ↘589 | ↗590 | ↘580 | ↘549 |      |      |      |

## Состав сельского поселения
В состав поселения входят 2 населённых пункта: 2 села.
| № | Населённый пункт | Тип населённого пункта       | Население |
| - | ---------------- | ---------------------------- | --------- |
| 1 | Большие Посёлки  | село, административный центр | 657       |
| 2 | Комаровка        | село                         | 117       |